# Quận Stewart, Georgia
Quận Stewart là một quận trong tiểu bang Georgia, Hoa Kỳ. Quận lỵ đóng ở thành phố Lumpkin 6. Theo điều tra dân số năm 2000 của Cục điều tra dân số Hoa Kỳ, quận có dân số 5252 người 2.